# بوهودة المركز (جامع السوق)
بوهودة المركز هو دُوَّار يقع بجماعة بوهودة، إقليم تاونات، جهة فاس مكناس في المملكة المغربية. ينتمي الدوّار لمشيخة جامع السوق التي تضم 4 دواوير. يقدر عدد سكانه بـ 1913 نسمة حسب الإحصاء الرسمي للسكان والسكنى لسنة 2004.

## روابط خارجية
- البوابة الوطنية للجماعات الترابية نسخة محفوظة 12 مارس 2018 على موقع واي باك مشين.
- المندوبية السامية للتخطيط